# Sericoderus latus
Sericoderus latus is een keversoort uit de familie molmkogeltjes (Corylophidae). De wetenschappelijke naam van de soort werd in 1932 gepubliceerd door Deane.